# Едмундо
Едмундо Алвес де Соуза Нето (порт. Edmundo Alves de Souza Neto, нар. 2 квітня 1971, Нітерой) — колишній бразильський футболіст, що грав на позиції нападника. Найкращий футболіст Бразилії 1997 року, а також один з найбільш скандальних гравців в історії бразильського футболу.
Виступав за низку бразильських клубів, а також італійські «Фіорентину» і «Наполі» та японські «Токіо Верді» і «Урава Ред Даймондс». Крім того грав за національну збірну Бразилії, разом з якою став володарем Кубка Америки (1997) та фіналістом чемпіонату світу (1998).

## Клубна кар'єра
Народився в скромному містечку Нітерой в штаті Ріо-де-Жанейро, розвивав свій талант в футзальних, а також кулачних боях. Едмундо народився в бідній родині і жив не в самому благополучному районі Бразилії, а отже вирішувати багато проблем юному хлопцю доводилося саме за допомогою кулаків. Якось ще молодий Едмундо посварився з товаришем по команді з приводу того, кому з них бути капітаном. Конфлікт було залагоджено просто — Едмундо вдарив конкурента хуком зліва і отримав жадану пов'язку в свої руки.
У дорослому футболі дебютував 1990 року виступами за команду клубу «Васко да Гама», в якій провів два сезони, взявши участь у 23 матчах чемпіонату. У складі «Васко да Гама» був одним з головних бомбардирів команди, маючи середню результативність на рівні 0,35 голу за гру першості.

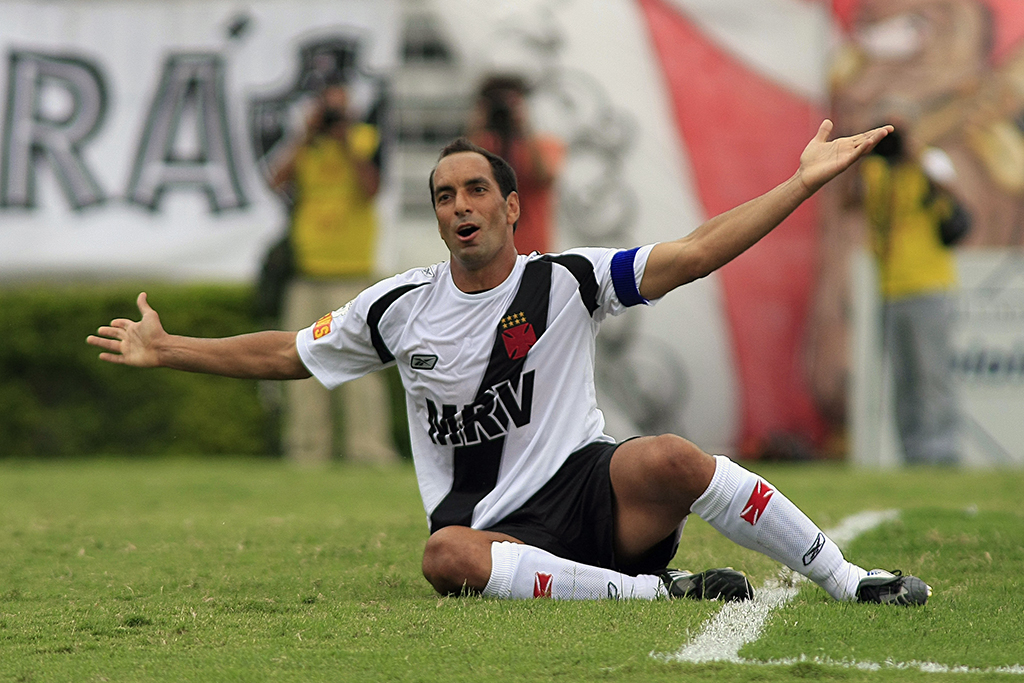
Едмундо під час виступів за «Васко да Гаму». 7 грудня 2008 року.

Своєю грою за цю команду привернув увагу представників тренерського штабу клубу «Палмейрас», до складу якого приєднався 1993 року. Відіграв за команду з Сан-Паулу наступні два сезони своєї ігрової кар'єри. За цей час гравець двічі виграв національний чемпіонат та чемпіонат штату, а також одного разу Турнір Ріо-Сан-Паулу. Більшість часу, проведеного у складі «Палмейраса», був основним гравцем атакувальної ланки команди і одним з найкращих голеодорів, відзначаючись забитим голом в середньому щонайменше у кожній третій грі чемпіонату. З «Палмейраса» він був звільнений 1995 року після бійки на полі — тоді Едмундо був доставлений до відділку прямо з поля стадіону.
Надалі гравець недовго грав за «Фламенго» та «Корінтіанс», з якого Едмундо також було виключено за постійне рукоприкладство. Після цього нападник повернувся в рідний клуб «Васко да Гама», з яким ще раз став чемпіоном Бразилії.
1997 року уклав контракт з клубом «Фіорентина», у складі якого провів наступні два роки своєї кар'єри гравця. У новій команді в розпал сезону Серії А «Фіорентина» залишилася без травмованого Габріеля Батістути. А другий форвард — Едмундо — поїхав на три тижні на карнавал в Ріо, пояснивши це тим, що ніколи в житті не пропускав цей захід. Тренеру «фіалок» Трапаттоні нічого не залишилося, як відрахувати бразильця. В додачу, ще до того Едмундо накинувся з кулаками на кумира Флоренції Габріеля Батістуту і лише втручання інших футболістів врятувало його від розправи, а з іншим своїм зоряним партнером по «Фіорентині» Руєм Коштою Едмундо просто не розмовляв.
Після цього футболіст повернувся назад у «Васко да Гаму», де його головним ворогом став великий Ромаріу, якого тоді вигнали з «Фламенго», а в «Васко» відразу ж вручили капітанську пов'язку. Едмундо бушував, влаштувавши погром в роздягальні. Пізніше вони побилися прямо на полі, коли в одному з епізодів вирішували, кому бити пенальті. Ромаріо, який виграв «суперечку», з точки промазав. «Король милостиво дозволив принцові вдарити», — пожартував після помилки партнера Едмундо. Реабілітувавшись в наступній грі, Ромаріо сказав: «Ну ось, тепер в королівстві все щасливі — король, принц і навіть блазень». Цікаво, що відкрито конфліктуючи і показово не розмовляючи між собою, ця пара форвардів була однією з найрезультативніших у Бразилії.
2000 року нападник недовго виступав в «Сантусі», після чого у січні 2001 року повернувся до Італії, ставши гравцем «Наполі», але не врятував команду від вильоту в Серію Б і повернувся на батьківщину у «Крузейру».
Надалі Едмундо виступав у Японії за «Токіо Верді», «Урава Ред Даймондс», після чого вчетверте став гравцем «Васко да Гама», після чого грав за «Флуміненсе», «Нова Ігуаку», «Фігейренсе» та «Палмейрас».
2008 року футболіст вп'яте став гравцем «Васко да Гами» в який, між іншим, його покликав колишній ворог Ромаріу, який був на той момент головним тренером «адміралів». Щодо цього сам Едмундо заявив, що «я вже було збирався вішати бутси на цвях. Але тут подзвонив Ромаріу і сказав, що був би радий бачити мене в „Васко“. Жах як мені було приємно. Упевнений, що в „Васко“ у мене все вийде. А що стосується наших з Ромаріу колишніх сварок, то ми давно про них забули, потиснувши один одному руки». Проте клуб з Едмундо та Ромаріу не зміг зберегти прописку в еліті й уперше в своїй історії вилетів у Серію Б, після чого Едмундо припинив виступи на професійному рівні.

## Виступи за збірну
1 серпня 1992 року дебютував в офіційних матчах у складі національної збірної Бразилії в грі проти збірної Мексики (5:0).
У складі збірної був учасником Кубка Америки 1993 року в Еквадорі та розіграшу Кубка Америки 1995 року в Уругваї, де разом з командою здобув «срібло».
1997 року на третьому для себе розіграші Кубка Америки 1997 року у Болівії Едмундо нарешті здобув титул континентального чемпіона, забивши перший гол у фіналі в ворота болівійців (3:1). Крім того, прямо по ходу фінального матчу Едмундо вдарив захисника команди суперників. Арбітр не помітив того епізоду, а тодішній наставник національної команди Маріо Загалло відразу замінив порушника.
Наступного року в складі національної збірної Едмундо став учасником чемпіонату світу 1998 року у Франції, де разом з командою здобув «срібло». У фіналі того мундіалю Едмундо вийшов на заміну, але нічим не зміг допомогти своїй команді — бразильці програли господарям турніру французам 0:3. Того ж року Едмундо взяв участь і у розіграші Золотого кубка КОНКАКАФ 1998 року у США, на якому команда здобула бронзові нагороди.
Всього протягом кар'єри у національній команді, яка тривала 9 років, провів у формі головної команди країни 39 матчів, забивши 10 голів.

## Титули і досягнення

### Командні
- Чемпіон Бразилії (2):

«Палмейрас»: 1993, 1994: «Васко да Гама»: 1997
- Чемпіон штату Ріо-де-Жанейро (1):

«Васко да Гама»: 1992
- Переможець Чемпіон штату Сан-Паулу (2):

«Палмейрас»: 1993, 1994
- Переможець турніру Ріо-Сан-Паулу (1):

«Палмейрас»: 1993

### Збірні
- Володар Кубка Америки (1): 1997
- Срібний призер Кубка Америки: 1995
- Віце-чемпіон світу: 1998
- Бронзовий призер Золотого кубка КОНКАКАФ: 1998

### Особисті
- Володар бразильського Срібного м'яча: 1993, 1997
- Найкращий футболіст чемпіонату Бразилії (Bola de Ouro): 1997
- Найкращий бомбардир чемпіонату Бразилії: 1997 (29 голів)
- Найкращий бомбардир кубка Бразилії: 2008 (6 голів)

## Скандали
Відрізнявся буйною вдачею, за що отримав прізвисько «Скотина» (або «Звір»).
У 1995 році Едмундо, який виступав на той момент за «Фламенго», будучи нетверезим, спровокував аварію, в якій загинуло троє людей. Бразильцеві всерйоз загрожувала в'язниця, і лише дивом форвард не опинився за ґратами. Той епізод залишив значний слід в житті гравця.
В Еквадорі під час інтерв'ю журналісту цієї країни бразильцеві не сподобалося одне з питань, заданих репортером. І тоді форвард побив співрозмовника і зламав йому камеру. З поліцейської дільниці бразилець був відконвойований в літак і видворений з країни, в якій його досі не особливо шанують і приїжджати в Кіто категорично не рекомендують. На батьківщині ж форвард також регулярно опинявся в поліцейських дільницях. Але, незважаючи на таку величезну кількість судових розглядів бразилець жодного разу не сидів у в'язниці.
Одна з найвідоміших і найскандальніших історій за участю Едмундо, за яку він отримав прізвисько Скотина, сталася в 1999 році. У день народження свого сина форвард запросив на свою віллу бродячий цирк з клоунами і мавпами. Звірі так сподобалися нападаючому, що з одним з них (шимпанзе на ім'я Педрінью) він вирішив випити на брудершафт, попередньо наливши мавпі в келих з шампанським пива. Звіра знудило від алкоголю, а Едмундо незабаром викликали до суду за звинуваченням у жорстокому поводженні з тваринами. В результаті футболісту довелося заплатити штраф у розмірі 100 тисяч доларів.